# Maria Ferenc
Maria Ferenc (ur. 1988) – polska socjolożka, badaczka Zagłady Żydów, koordynatorka projektu badawczego „Encyklopedia getta warszawskiego”.

## Życiorys
Studia magisterskie ukończyła na Uniwersytecie Warszawskim w ramach Kolegium Międzydziedzinowych Indywidualnych Studiów Humanistycznych i Społecznych (MISH).
W latach 2010–2014 pracowała jako jedna z kuratorek Wystawy Głównej w Muzeum Historii Żydów Polskich Polin. Od 2017 związana jest z Działem Naukowym Żydowskiego Instytutu Historycznego im. Emanuela Ringelbluma. 
W 2021 uzyskała stopień naukowy doktora na podstawie napisanej pod opieką prof. dr hab. Barbary Engelking pracy dotyczącej obiegu wiadomości w getcie warszawskim. Doktorat uzyskała na Wydziale Socjologii UW.
W 2021 nakładem Żydowskiego Instytutu Historycznego ukazała się jej książka pt. „Każdy pyta, co z nami będzie”. Mieszkańcy getta warszawskiego wobec wiadomości o wojnie i Zagładzie, przygotowana na bazie jej dysertacji. Za książkę tę otrzymała Nagrodę Historyczną tygodnika „Polityka” za rok 2021, za najlepszy debiut w kategorii „Monografie, prace naukowe oraz prace popularnonaukowe, publicystyka”, nagrodę Klio w kategorii "varsaviana", a także wyróżnienie w konkursie The Yad Vashem International Book Prize for Holocaust Research 2022. Książka była także nominowana do Nagrody im. Pierwszego Rektora Uniwersytetu Łódzkiego Profesora Tadeusza Kotarbińskiego za wybitną pracę naukową z zakresu nauk humanistycznych.
Współredagowała trzy tomy dokumentów z Archiwum Ringelbluma. Koordynatorka projektu angielskiego wydania Archiwum Ringelbluma.
Była pomysłodawczynią i koordynatorką projektu „Encyklopedia getta warszawskiego”.
Od 2023 pracuje w Katedrze Judaistyki im. Tadeusza Taubego na Uniwersytecie Wrocławskim. Od 2023 realizuje grant Narodowego Centrum Nauki pt. "Mordechaj Anielewicz – biografia i pamięć". 